# Matões
Matões este un oraș în unitatea federativă Maranhão (MA), Brazilia.